# Gaimardia setacea
Gaimardia setacea är en gräsväxtart som beskrevs av Joseph Dalton Hooker. Gaimardia setacea ingår i släktet Gaimardia och familjen Centrolepidaceae. Inga underarter finns listade i Catalogue of Life.